# Metacyclops chelazzii
Metacyclops chelazzii – gatunek widłonoga z rodziny Cyclopidae. Nazwa naukowa tego gatunku skorupiaków została opublikowana w 1981 roku przez belgijskiego biologa Henriego J. Dumonta.